# Christian Friis (1581–1639)
Christian Friis till Kragerup, född 4 november 1581, död 1 oktober 1639, var en dansk ämbetsman, bror till Jørgen Friis.

## Biografi
Friis gjorde långa resor i Europa och förvärvade en grundlig utbildning och deltog även i Moritz av Nassaus fälttåg. Han utmärkte sig i Kalmarkriget, vann i hög grad kungens ynnest och blev 1616 riksråd och kansler. Som sådan inlade han stora förtjänster om Köpenhamns universitet och om vetenskapen. I politiskt hänseende arbetade han för neutraliteten och önskade av fruktan för katolicismen ett gott förhållande till Sverige men var för svag att genomdriva sin vilja gentemot kungen.